# Rosenberg (Württemberg)
Rosenberg ist eine Gemeinde in Baden-Württemberg und gehört zum Ostalbkreis.

## Geographie

### Geographische Lage
Rosenberg liegt zwischen Ellwangen im Südosten und Schwäbisch Hall im Nordwesten im Übergangsbereichs von Ellwanger Bergen (Westen) und Virngrund (Osten), die beide dem Naturraum Schwäbisch-Fränkische Waldberge zugerechnet werden.
Die höchste Erhebung der Gemeinde Rosenberg ist der Hohenberg (569 m ü. NN), über den auch ein Abschnitt des Fränkisch-Schwäbischen Jakobswegs führt. Der tiefste Punkt liegt auf wenig unter 430 m ü. NN unterhalb des Orrotsees im Tal der Orrot nahe der Ostspitze des Gemeindegebietes. An dessen Südwestgrenze im Tal der mittleren Blinden Rot nordöstlich von Bühlerzell-Röhmen hat sich das Bett dieses Flusses fast ebenso tief eingegraben.
Das Gemeindegebiet wird im Südwesten, Westen und Nordwesten durch deren linke Zuflüsse zur Blinden Rot entwässert, vom Geißbach im Südwesten bis hinauf zum Eisenbach im Nordwesten. Der übrigen Abfluss erreicht stets die Jagst. Im nördlichen Bereich geschieht dies östlich über die Sulzbach-Oberläufe Harbach/Sobach und Grunbach, im mittleren Bereich südöstlich über die Orrot-Oberläufe Glasbach und Orbach und deren kürzere untere Zuflüsse von rechts. Der dicht südöstlich von Hohenberg entspringende Rotenbach erreicht die Jagst im südöstlichen Lauf, etwas weiter südlich entwässert dessen Zufluss Klapperschenkelbach, fast im Süden auf einem kurzen Abschnitt der Sizenbach-Oberlauf Frankenbach in Richtung Jagst. Ganz im Süden schließen sich dann wieder Zuflüsse der Blinden Rot an.
Das Gemeindegebiet hat eine größte Nord-Süd-Erstreckung von fast 9,5 km. Es reicht vom Harbach im Norden, dem obersten Lauf des Jagst-Zuflusses Sulzbach, über den Hohenberg bis in die Gegend des Schönbergs im Süden, der höchsten Erhebung der Ellwanger Berge, die hier gerade eben noch jenseits der Gemeindegrenze liegt. In Ost-West-Richtung erreicht das Gemeindegebiet eine maximale Breite von 7,5–8 km, vom Mittellauf der Blinden Rot bis zur Orrot-Nordkehre bei Jagstzell-Dietrichsweiler, wo die Grenze der Jagst bis auf weniger als einen Kilometer nahekommt.
Der nördlichste Punkt der Gemeinde ist an der Schimmelsägmühle im Harbach-Tal. Von dort zieht ihre Grenze südöstlich an Hummelsweiler vorbei und folgt dann in einer Entfernung von ungefähr einem Kilometer linksseitig dem Orrot-Oberlauf Glasbach meist durch Wald bis östlich von Unterknausen. Von hier geht die Grenze zur Orrot herunter, die sie nach der Holzmühle erreicht, und folgt ihr durch den Orrotsee bis zu ihrer eigenen Ostspitze und fast genau deren Nordknick bei Jagstzell-Dietrichsweiler. Von hier läuft die Grenze durch den Dürrenwald in alles in allem südwestlicher Richtung bis in die Gegend des Schönbergs, den sie in einem Nordbogen ausspart, um dann südlich von Hütten ihre Südspitze zu erreichen. Anschließend biegt sie nach Nordnordwesten um und erreicht etwa einen Kilometer nördlich der Adelmannsfelder Röhmensägmühle den Lauf der Blinden Rot, der sie dann in gleicher Richtung sehr beständig talaufwärts folgt bis zur Ludwigsmühle. Hier buchtet sich das Gemeindegebiet auf einer Breite von fast anderthalb Kilometern über den Fluss hinaus nach Westen aus bis weniger als einen Kilometer nordwestlich von Willa, von wo aus ein enger Schlauch beidseits der Blinden Rot eine kleine Fast-Exklave des Gemeindegebiets um den Betzenhof und den Lindenhof an der obersten Blinden Rot mit der restlichen Gemeinde verbindet. Vom Ansatzpunkt des Schlauches zieht die Gemeindegrenze danach weiter vor dem langen Frankenhardter Waldgewann Harbach nach Nordosten und erreicht dann wieder die Schimmelsägmühle am Harbach.
Mehr als 60 % des Rosenberger Gemeindegebiets sind bewaldet. Die Siedlungsplätze verteilen sich darin auf drei große und drei kleine Rodungsinseln.
Die größte ist die Rosenberger, die etwas nördlich der Gemeindemitte liegt und in der um das zentrale Dorf Rosenberg im Westen der Birkhof, im Nordwesten Geiselrot, im Nordosten eben noch vor dem Glasbach der Herlingshof und die Herlingssägmühle, im Osten jenseits des Baches Unterknausen, im Ostsüdosten an der Orrot die über 16 ha große Betriebsfläche der Holzmühle und im Südosten die Ohrmühle liegt.
Die große nördliche Flurinsel legt sich um Hummelsweiler, an das unmittelbar nördlich der Scheubenhof und unmittelbar östlich der Mehlhof grenzen. Der Schüsselhof liegt in etwas Abstand südsüdöstlich, die Spitzensägmühle in größtem an der Waldgrenze im Süden. Westlich von Hummelweiler liegt jenseits eines kleinen Sees das Farbhäusle, nordwestlich der Schimmelhof, weiter nordwestlich die Schimmelsägmühle am nördlichsten Punkt der Gemeinde.
Die große südliche Flurinsel umgibt Hohenberg. Hohenberg selbst liegt darin am nördlichsten, am Nord- und Ostfuß des namengebenden Bergs. Weniger als einen Kilometer südöstlich davon liegt der Dieselhof über der Mulde des beginnenden Rotenbachtals. Etwa ebenso weit im Süden liegt Tannenbühl, auch Krauthof genannt, dahinter in nicht ganz doppeltem Abstand Matzengehren, das südöstlich in den Stumpfhof übergeht. Etwa in gleichem Abstand wie Matzengehren liegt schließlich Zumhof im Südsüdwesten, das sich aus dem näheren Webershof und dem ferneren Gansershof zusammensetzt.
Die größte der kleinen Rodungsinseln liegt ganz im Süden und umfasst Hinterbrand in ihrem Osten, Hütten in ihrem Westen und den Hüttenhof wenig südöstlich von Hütten.
Wo die L 1060 das Tal der Blinden Rot etwa zwischen Ober- und Mittellauf quert, liegt die westliche Flurinsel um Willa. Sie umfasst die Ludwigsmühle ganz im Süden, auf halbem Weg dorthin den Uhlenhof, nahe an Willa nordöstlich das Zollhaus und nordnordöstlich den Zollhof und noch etwas weiter nordnordöstlich Hochtänn. Weiter nördlich am Oberlauf der Blinden Rot liegen der Betzenhof an seinem Mühlweiher und der Lindenhof beide in einer nördlichen Ausbuchtung des Gemeindegebietes.

### Nachbargemeinden
Die Gemeinde grenzt im Osten an Jagstzell, im Südosten an die Stadt Ellwangen, im Süden an Neuler und Adelmannsfelden, im Westen an Bühlerzell und Bühlertann sowie im Norden an Frankenhardt, die drei letzten im Landkreis Schwäbisch Hall.

### Gemeindegliederung
Zur Gemeinde Rosenberg gehören 32 Dörfer, Weiler, Höfe und Häuser; das Dorf Rosenberg, die Weiler Betzenhof, Geiselrot, Hinterbrand, Hohenberg, Holzmühle, Hütten, Hummelsweiler, Lindenhof, Ludwigsmühle, Matzengehren, Ohrmühle, Schimmelhof, Unterknausen und Zollhof, die Höfe Birkhof, Dieselhof, Gansershof, Herlingshof, Herlingssägmühle, Hochtänn, Hüttenhof, Mehlhof, Scheubenhof, Schimmelsägmühle, Schüsselhof, Tannenbühl, Uhlenhof, Webershof (zusammen mit dem Gansershof auch Zumholz genannt) und Willa, die Häuser Farbhäusle und Spitzensägmühle sowie die aufgegebenen Ortschaften Wehen, Oeheim, Neusatz, Kaiserhütte, Oberknausen oder Schlüpfenhof, Vorderknausheim, Morbach, Aynsiedel, Mayrhorant, Hof ze dem Wolfer, Glasbrunn, Glashof und Mullin underm Hohenberg. In der Topographischen Karte 1:25.000 findet sich der Schriftzug Oberknausen, rückwärts kursiviert wie gewöhnlich bei Wüstungen, auf halbem Wege zwischen der Herlingssägmühle und Unterknausen in einer kleinen Westschlinge des Glasbachs. Nahebei über diesen hinweg steht in gleicher Schrifttype Glassägmühle.

### Flächenaufteilung
Nach Daten des Statistischen Landesamtes, Stand 2014.

## Geschichte
Rosenberg wurde 1344 erstmals im Gültbuch der Propstei Hohenberg urkundlich erwähnt. Da die Gegend über sehr quarzhaltigen Sand und großen Holzreichtum verfügt, entstand eine Glashütte, die vom Ende des Dreißigjährigen Krieges bis 1876 bestand.
Einige Ortsteile sind jedoch älter, so z. B. Hochtänn, das bereits im Jahr 1024 erstmals erwähnt wurde. Das Gebiet gehörte über Jahrhunderte zur Fürstpropstei Ellwangen. Als diese aufgrund des Reichsdeputationshauptschlusses säkularisiert wurde, fiel das Gebiet an das Königreich Württemberg, wo es dem Oberamt Ellwangen zugeordnet wurde.
Lediglich der Ortsteil Hummelsweiler gehörte bereits seit 1336 zu Vellberg und seit dem 16. Jahrhundert zur Reichsstadt Schwäbisch Hall, wurde dann aufgrund der Mediatisierung am Beginn des 19. Jahrhunderts aber ebenfalls württembergisch.
Bei der Kreisreform während der NS-Zeit in Württemberg gelangte die Gemeinde 1938 zum Landkreis Aalen. Da das Gemeindegebiet nach dem Zweiten Weltkrieg Teil der Amerikanischen Besatzungszone geworden war, gehörte es somit seit 1945 zum neu gegründeten Land Württemberg-Baden, das 1952 im jetzigen Bundesland Baden-Württemberg aufging. Seit der Kreisreform 1973 gehört Rosenberg zum neuen Ostalbkreis.

## Religionen
Aufgrund der Zugehörigkeit zur Fürstpropstei Ellwangen ist die Reformation an Rosenberg vorbeigegangen und der Ort blieb papsttreu. In Hummelsweiler hingegen wurde, ob seiner Zugehörigkeit zu Schwäbisch Hall, die lutherische Konfession eingeführt. So gibt es heute auch noch zwei römisch-katholische Kirchen (im Kernort und in Hohenberg), während die einzige evangelische Kirche in Hummelsweiler steht (Kirchengemeinde Hummelsweiler).

## Politik

### Verwaltungsgemeinschaft
Die Gemeinde ist Mitglied der Vereinbarten Verwaltungsgemeinschaft Ellwangen (Jagst).

### Gemeinderat
Dem Gemeinderat gehören nach der Kommunalwahl vom 26. Mai 2019 neben dem Bürgermeister als Vorsitzendem zehn Mitglieder an, sieben von der FWV und drei von der UWV; Parteien sind im Gemeinderat nicht vertreten.

### Bürgermeister
(seit 1900)
1902 – 1907 Anton Gauckler
1907 – 1916 Paul Röhrle
1919 – 1929 Carl Denzer
1929 – 1945 Franz Haas
1945 – 1946 Hermann Hegele
1946 – 1952 Paul Röhrle
1952 – 1958 Kurt Habermaier
1959 – 1978 Alfred Haas
1978 – 1994 Hugo Ackermann
1994 – 2018 Uwe Debler
seit 15. Juni 2018 – Tobias Schneider
Tobias Schneider wurde im April 2018 gewählt. Dabei erreichte er 61,8 % der Stimmen.

### Gemeindepartnerschaften
Seit 1976 besteht eine Partnerschaft zu Montoison in Frankreich.

## Sehenswürdigkeiten

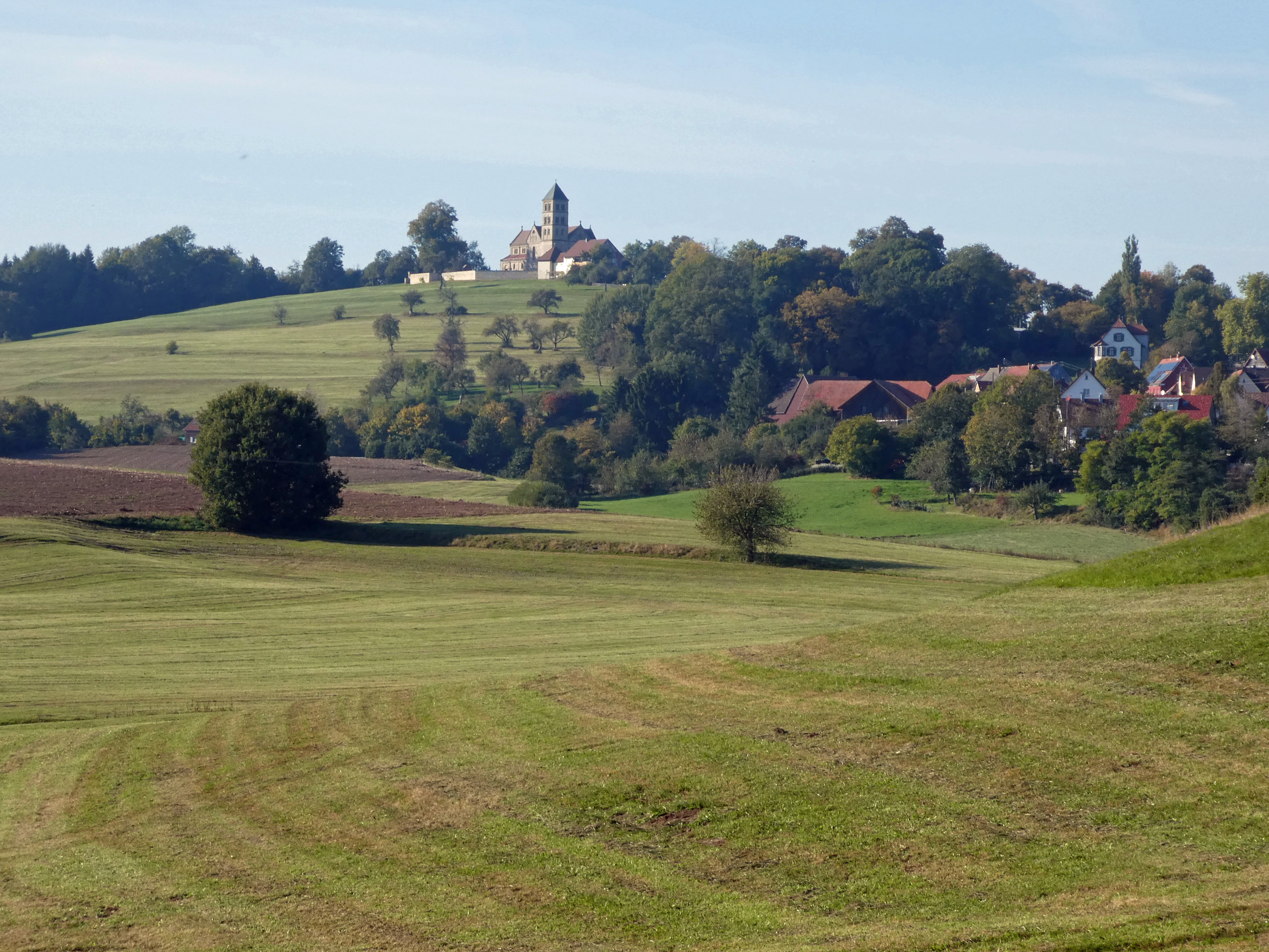
Jakobuskirche auf der Spitze des Hohenbergs

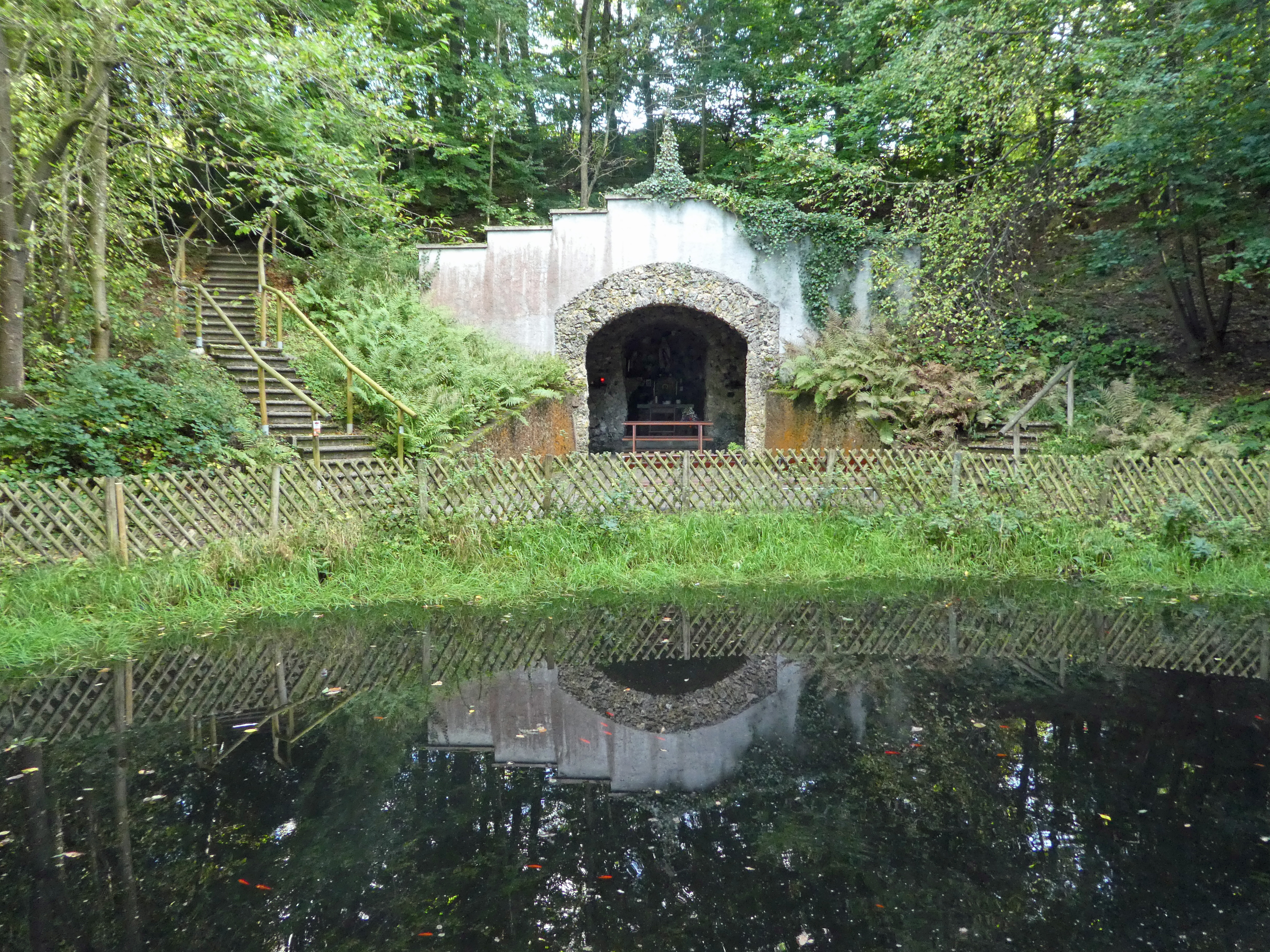
Lourdesgrotte

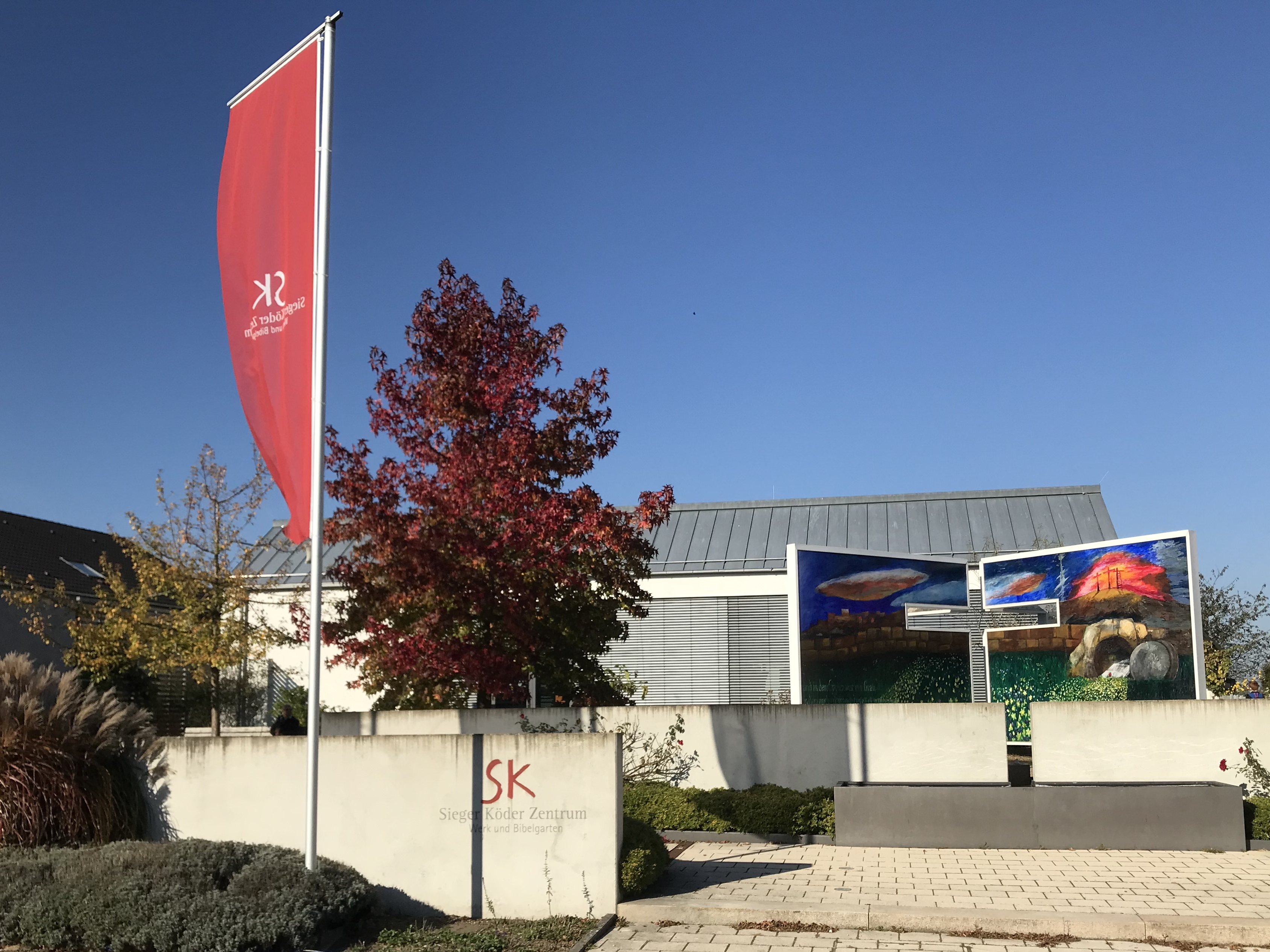
Sieger Köder Zentrum

### Bauwerke
Auf dem Hohenberg steht die romanische und Ende des 19. Jahrhunderts im neoromanischen Stil erweiterte Jakobuskirche. Sie ist eine weithin sichtbare Wallfahrtsstätte auf dem fränkisch-schwäbischen Jakobsweg. Ihr Inneres wurde zwischen 1975 und 1995 von Sieger Köder umgestaltet. Etwa hundert Meter westlich der Kirche liegt am oberen Hang des Wallfahrtsberges im beginnenden Wald eine Lourdesgrotte.

### Museen
- Galerie und Museum „Altes Rathaus“ mit Dauerausstellungen der Rosenberger Künstler Karl Stirner und Sieger Köder
- Sieger Köder Zentrum mit Bibelgarten (2011 eröffnet)

### Skulpturen von Sieger Köder
Im öffentlichen Raum von Rosenberg stehen acht Skulpturen von Sieger Köder, der von 1975 bis 1995 Pfarrer von Rosenberg und von Hohenberg war. Am Rathaus symbolisieren drei Bronzefiguren die wichtigsten Teileorte der Gemeinde: Der Glasbläser steht für den Hauptort, wo sich seit 1667 eine Glashütte befand, die 1876 stillgelegt wurde. Gegenüber sitzt ein lesender Mönch auf der Rathaustreppe, der für den Teilort Hohenberg steht, wo die Benediktinermönche des Klosters Ellwangen die Jakobuskirche errichteten. Die Pflanzensetzerin steht für den Teilort Hummelsweiler. Sie pflanzt eine Fichte und erinnert daran, dass viele dortige Einwohner früher ihren Lebensunterhalt in den heimischen Wäldern verdient haben.
An der Kirche „Zur Schmerzhaften Mutter“ gegenüber vom Rathaus lehnt ein Pilgerrucksack mit einer Jakobsmuschel. Ein Jakobspilger hat ihn samt Pilgerhut und -stab abgelegt und ist in die Kirche gegangen.
Am Fränkisch-Schwäbischen Jakobsweg auf der Etappe von Rosenberg auf den Hohenberg befindet sich am südlichen Ortsausgang von Rosenberg die „Jakobsquelle“ (→ Lage). Die Rosenberger „Krippelesfrauen“, die normalerweise kunstvolle Figuren für Weihnachtskrippen herstellen, formten unter Anleitung Köders einen lebensgroßen Jakobspilger, der mit seiner Muschel frisches Wasser schöpft. Dieses Modell wurde 2007 in Bronze gegossen und an dem Brunnen aufgestellt.
Von Sieger Köder stammt auch die Pilgergruppe auf dem Parkplatz auf dem Hohenberg. Der stehende Mann und die Mitpilgerin ruhen sich aus mit Blick nach Westen in Richtung von Santiago de Compostela. Der dritte Pilger ist bereits auf dem Rückweg von Santiago, hat die Augen geschlossen und richtet den Kopf zum Himmel. Er umfasst eine Bibel, in der auf Griechisch und Deutsch zu lesen ist: „Ich bin der Weg“.
2010 wurde in der frei zugänglichen Aussegnungshalle des Hohenberger Friedhofs ein 3,6 Meter hohes Osterkreuz aufgestellt. Am Kreuz ist nur noch der Abdruck des auferstandenen Jesus zu sehen. Zu seinen Füßen stürzt der Tod in die Tiefe und zerschlägt die Zeit, die er in Form einer Uhr den Händen hält. Auf dem Boden liegen die Nägel und die Zeiger der Uhr. Von hinten sieht das Kreuz aus wie ein Lebensbaum, der in den Himmel wächst.
Bei der Bronzeskulptur eines toten Benediktinermönchs auf der südlichen Friedhofsmauer der Jakobuskirche auf dem Hohenberg handelt es sich um das letzte Werk Köders. Seine Geige hat er abgenommen, die Saiten sind gerissen, der Geigenbogen liegt auf seinem Schoß. Aus seiner Kutte ragen Knochenhände. Ein Hauch von Goldbronze in der leeren Kapuze soll an den früheren Menschen erinnern. Die Inschrift rechts daneben lautet: '... die Heimat der Seele ist droben im Licht'.

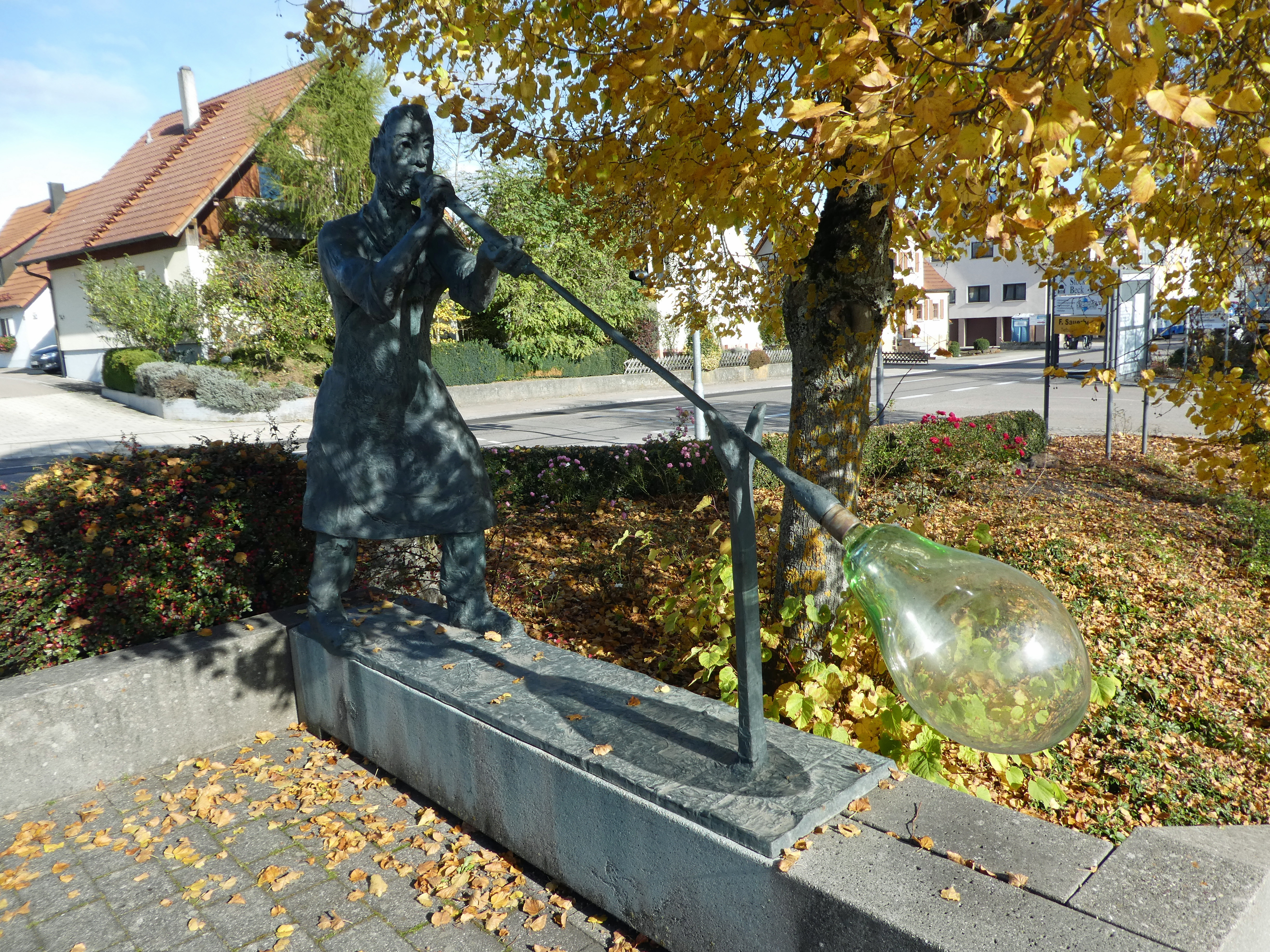
Glasbläser am Rathaus
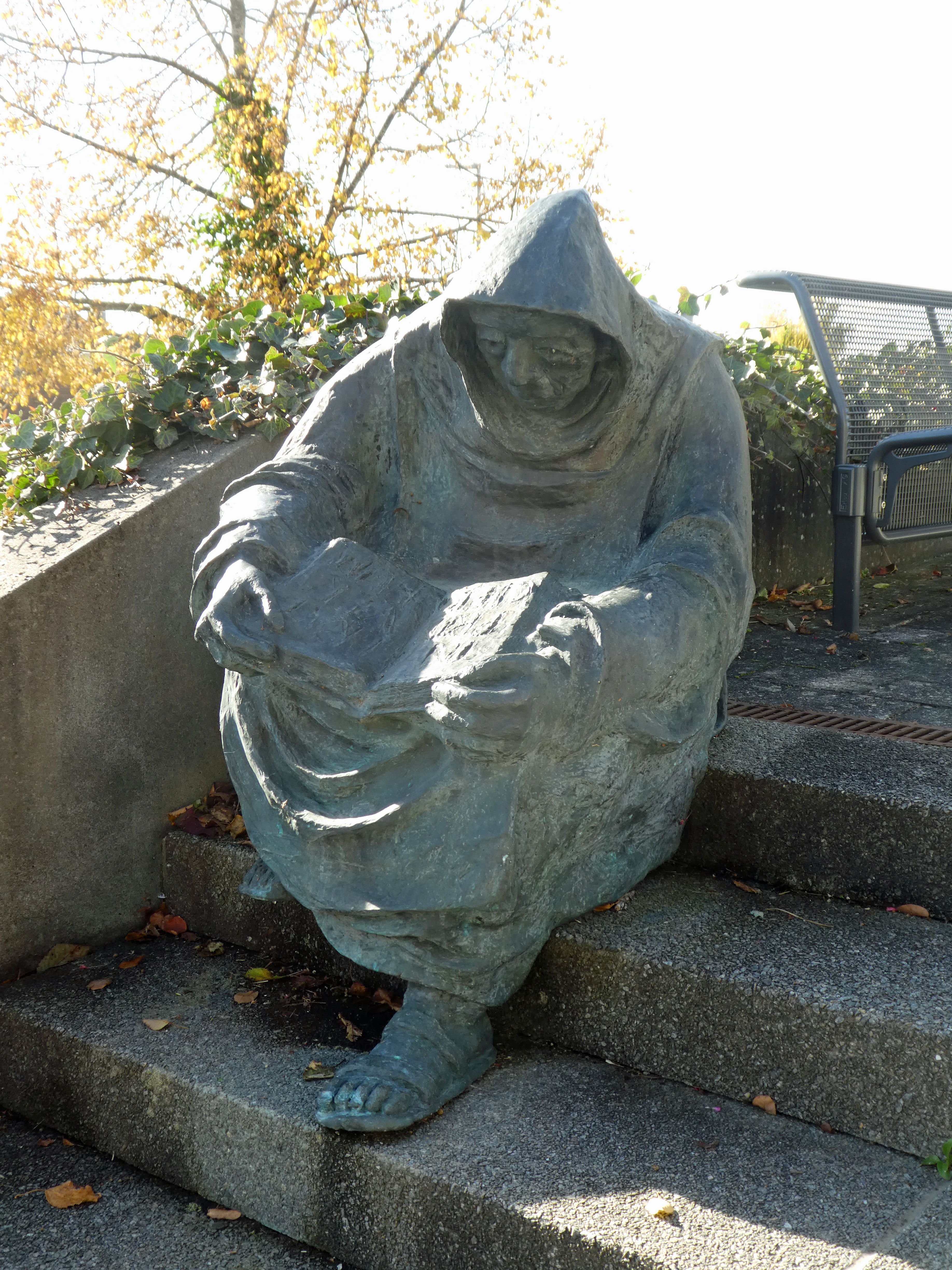
Lesender Mönch am Rathaus
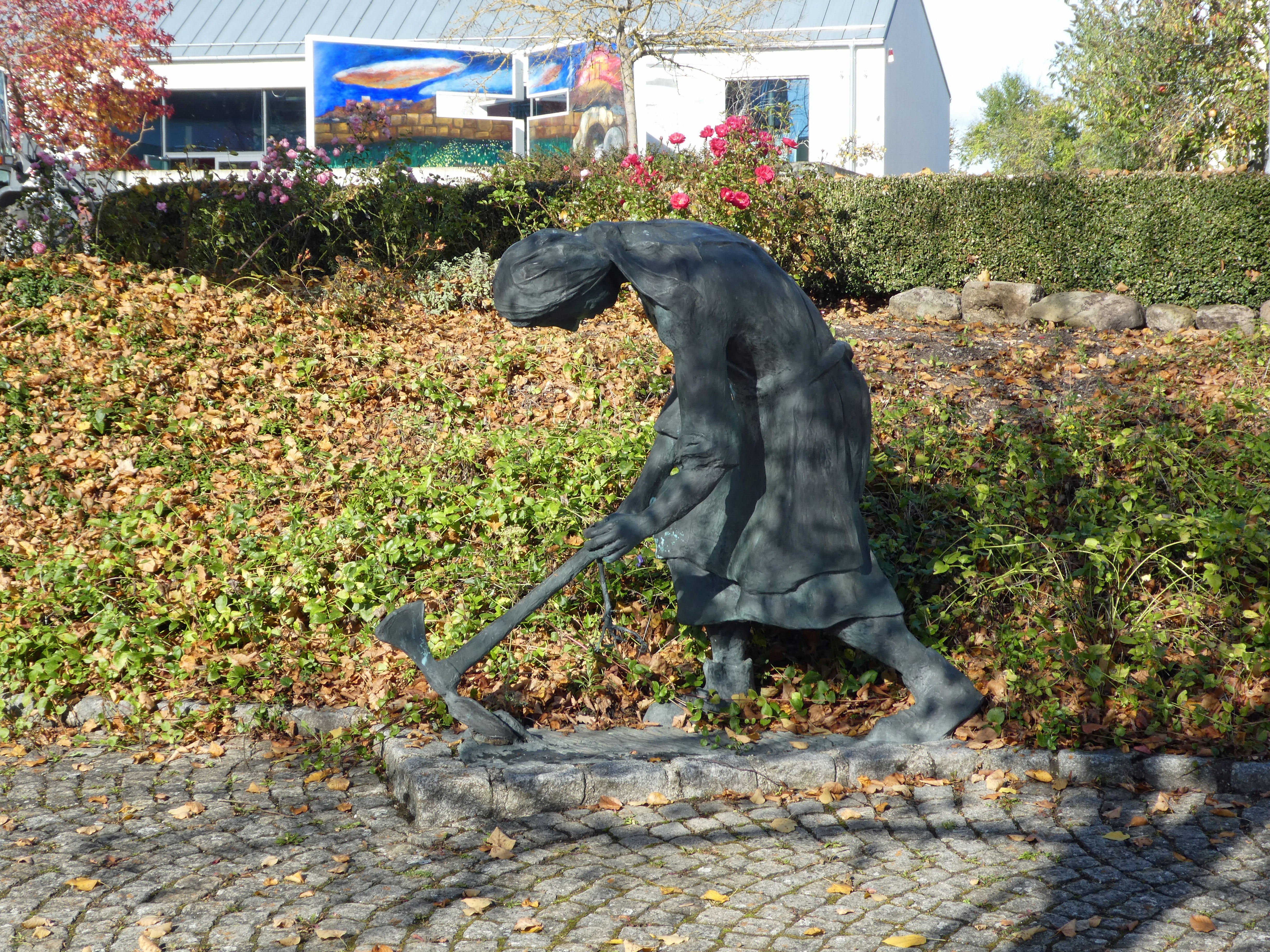
Pflanzensetzerin am Rathaus, im Hintergrund das Sieger Köder Zentrum
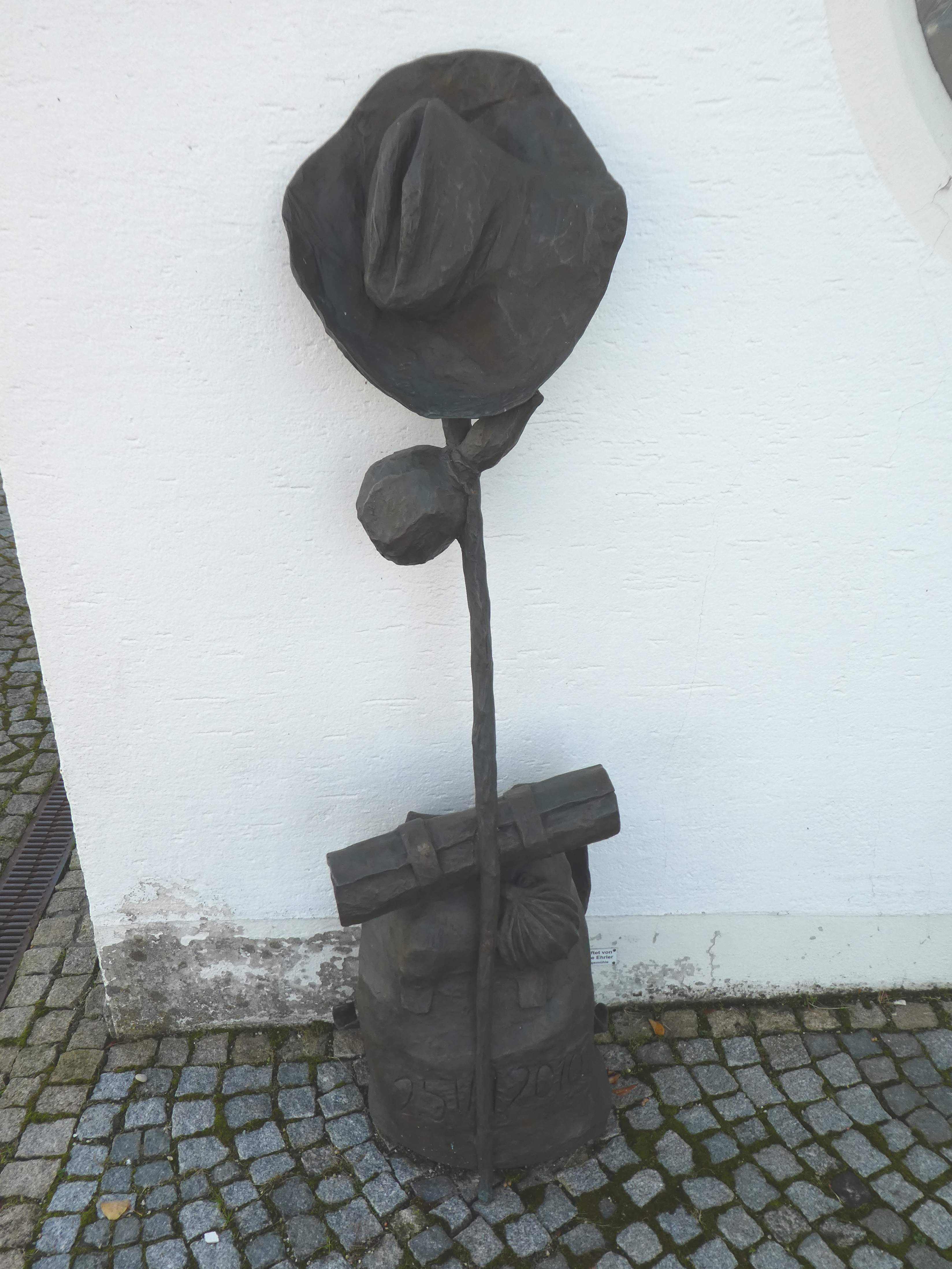
Pilgerrucksack an der Kirche gegenüber vom Rathaus
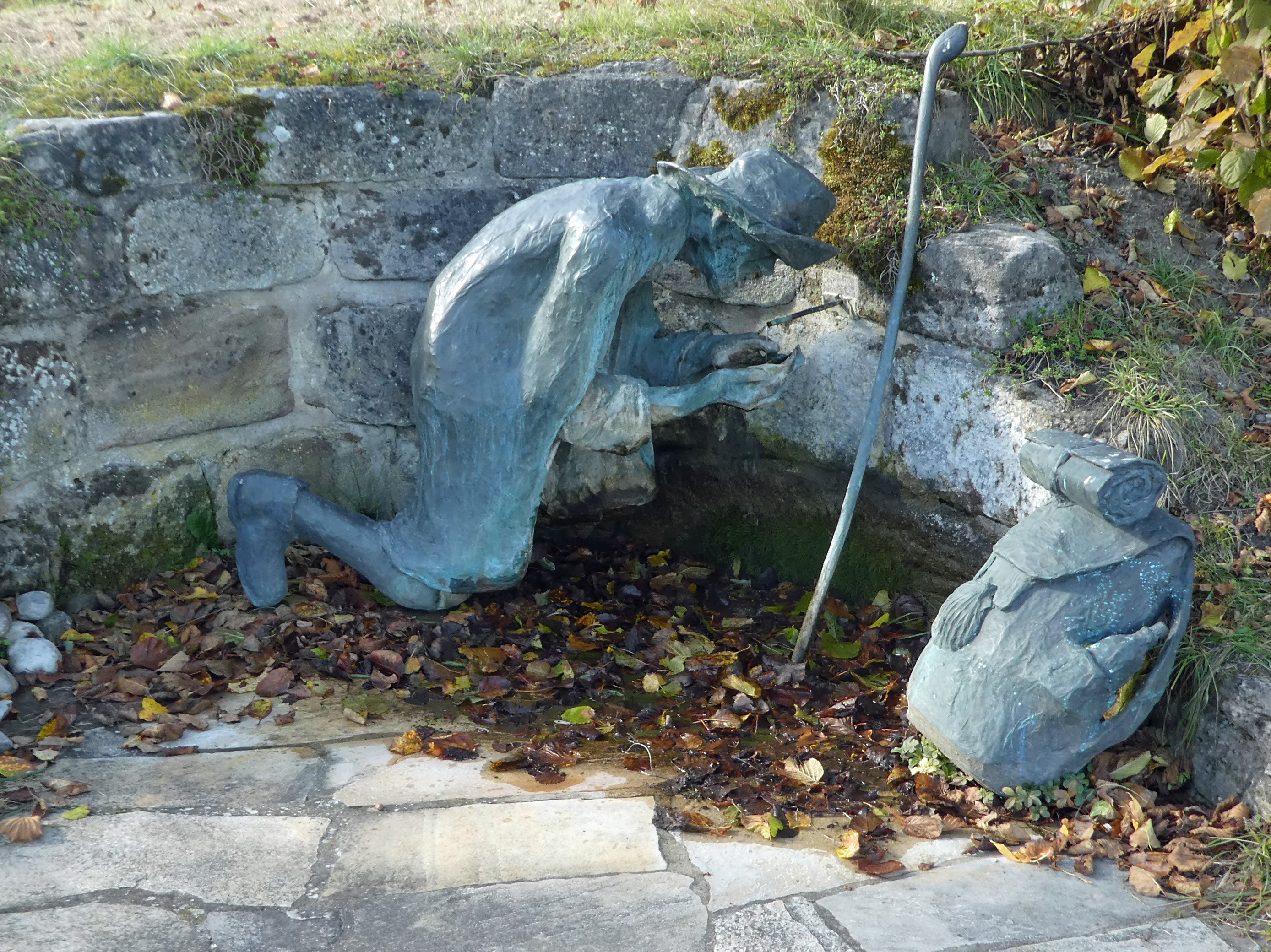
Jakobsquelle am Jakobsweg zwischen Rosenberg und Hohenberg
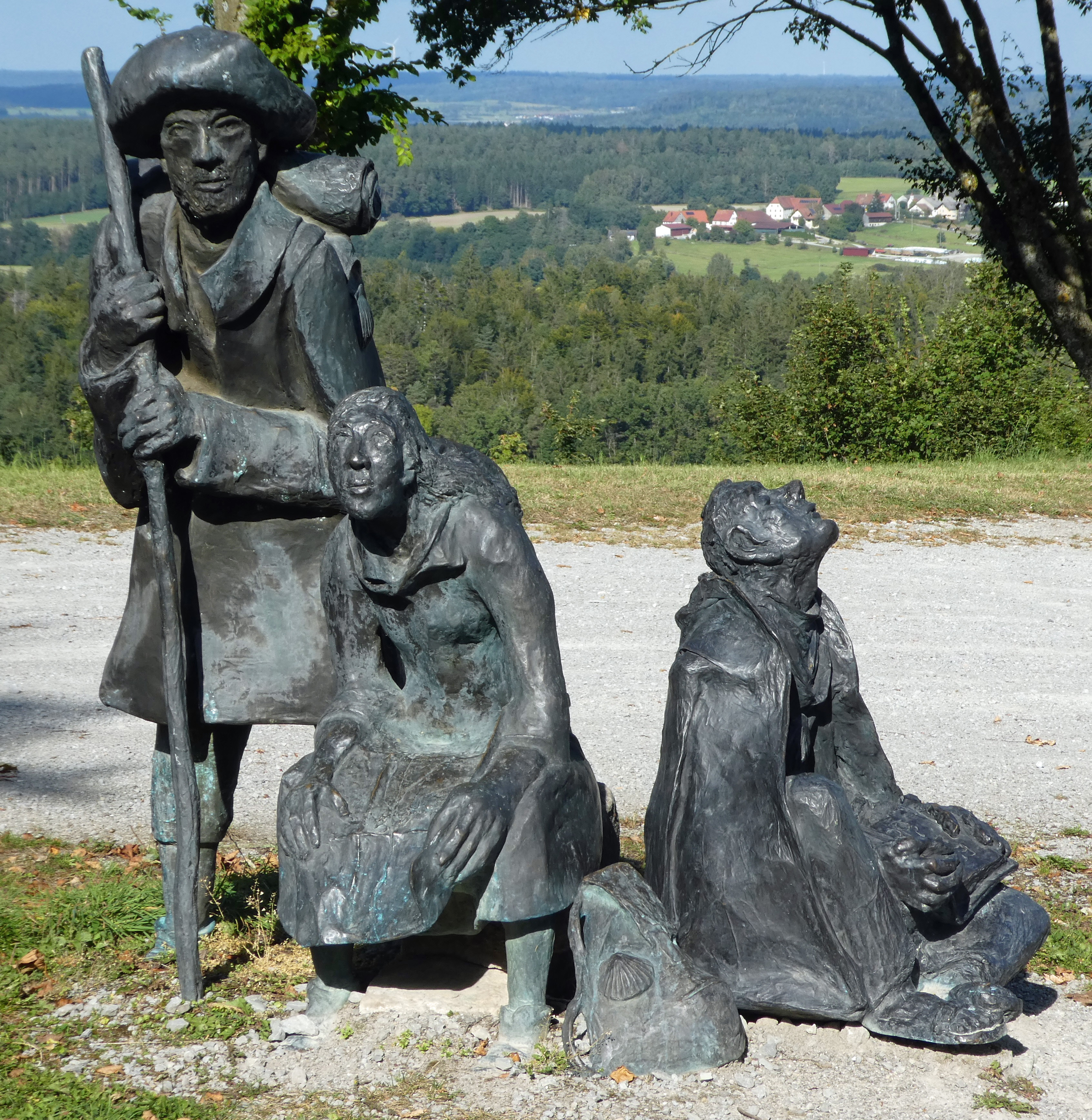
Pilgergruppe auf dem Parkplatz auf dem Hohenberg
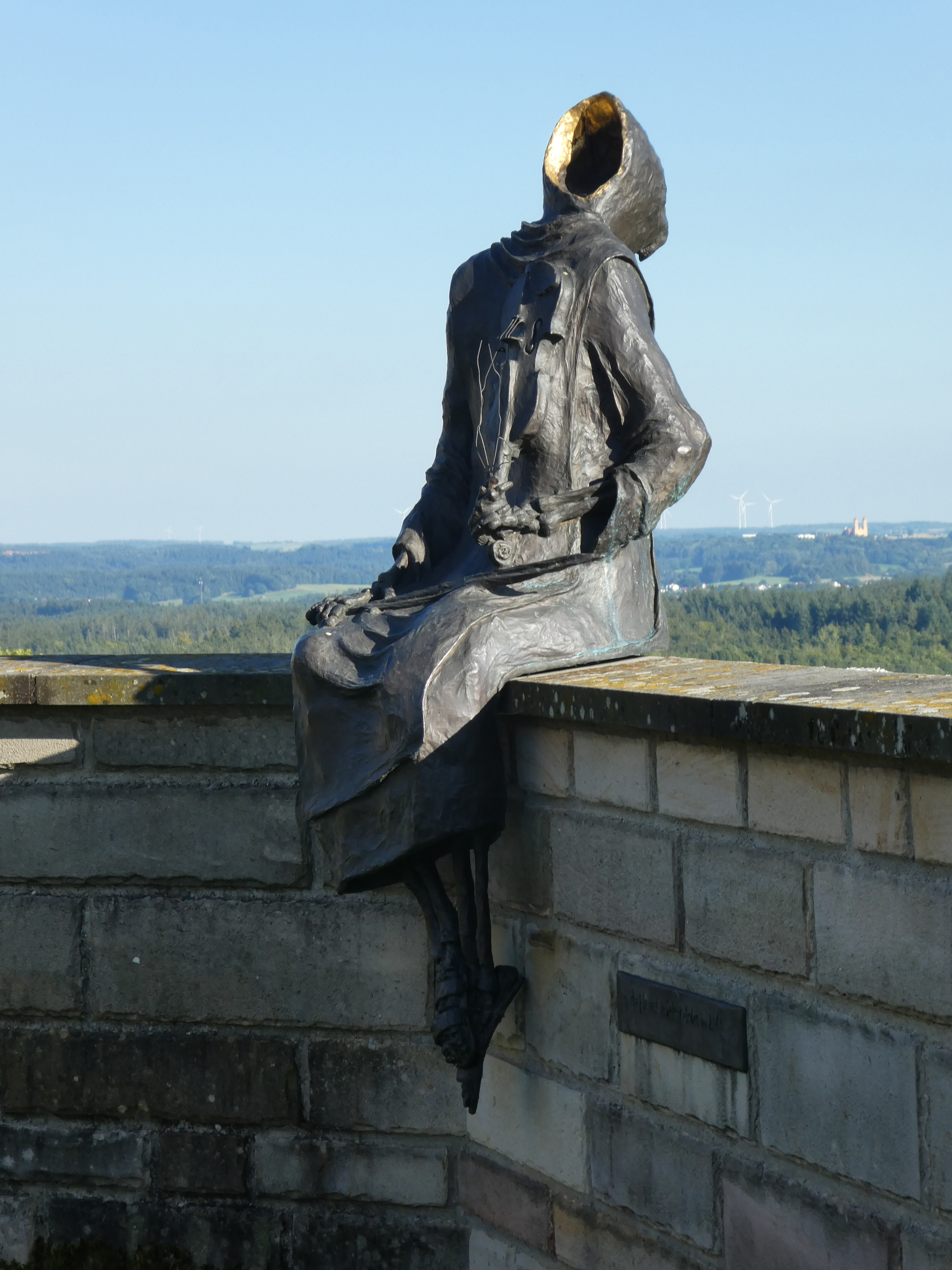
Toter Mönch an der Friedhofsmauer auf dem Hohenberg

## Wirtschaft und Infrastruktur

### Verkehr
Rosenberg ist durch die Landesstraße 1060 (Ellwangen–Schwäbisch Hall) mit dem überregionalen Straßennetz verknüpft.
Ein Teilabschnitt des Fränkisch-Schwäbischen Jakobswegs führt durch Rosenberg auf den Hohenberg.

### Ansässige Unternehmen
- J. Rettenmaier & Söhne: Weiterverarbeitung von Naturfasern

### Bildung
In Rosenberg besteht mit der Karl-Stirner-Schule eine Gemeinschaftsschule. Hier können sowohl der Realschulabschluss als auch der Hauptschulabschluss erreicht werden. Gymnasien und andere weiterführende Schulen stehen in den umliegenden Städten zur Verfügung. Zudem bestehen zwei römisch-katholische Kindergärten.

## Persönlichkeiten

### Ehrenbürger
Der Künstler und Theologe Sieger Köder (1925–2015) war von 1975 bis 1995 Pfarrer von Rosenberg. Ihm wurde anlässlich seines 90. Geburtstages die Ehrenbürgerwürde der Gemeinde verliehen.

### Söhne und Töchter der Gemeinde
- Karl Stirner (1882–1943), Maler, Illustrator und Schriftsteller
- Otto Rettenmaier (1926–2020), Unternehmer
- Josef Bauer (* 1942), Koch